# Pod soncem
Pod soncem (srbohrvaško Nizvodno od Sunca) je jugoslovanski dramski film iz leta 1969, ki ga je režiral Fedor Škubonja po scenariju soproge Stanislave Borisavljević. V glavnih vlogah nastopajo Dragomir Bojanić Gidra, Dina Rutić in Aleksandar Gavrić. Zgodba prikazuje mlado in neizkušeno učiteljico (Rutić), ki prvič poučuje v odmaknjeni gorski vasici brez šolskega poslopja. Kmečko življenje, spor med dvema klanoma ter spor med vlado in kmeti zaradi sečnje v državnih gozdovih za potrebe gradnje šole pripeljejo do velikih sporov in tragedije.
Film je bil premierno prikazan leta 1969 v jugoslovanskih kinematografih in je naletel na dobre ocene kritikov. Na Puljskem filmskem festivalu je osvojil glavno nagrado velika zlata arena za najboljši jugoslovanski film, ob tem pa še nagradi najboljši scenarij (Borisavljević) in režijo (Škubonja).

## Vloge
- Dragomir Bojanić Gidra kot Bajo Bakić
- Aleksandar Gavrić kot Danilo
- Boro Begović kot Sredoje
- Dina Rutić kot učiteljica
- Jovan Janićijević Burduš kot Nikola
- Jože Zupan kot Vuk Bakić
- Olivera Marković kot Jovanova žena
- Veljko Mandić kot Jovan
- Zlatko Madunić kot gozdar